# Soulano
El Soulano és una muntanya de 2.909 metres que es troba a la província d'Osca (Aragó). Forma part de la cresta del Diable, una de les crestes més famoses del Pirineu.